# Estação Gabriel Péri
Gabriel Péri é uma estação da linha 13 do Metrô de Paris, localizada no limite das comunas de Asnières-sur-Seine e Gennevilliers.

## História
A estação foi inaugurada em 1980. Chamada Gabriel Péri - Asnières - Gennevilliers originalmente, ela abandonou o sufixo "Asnières - Gennevilliers" em 14 de junho de 2008, durante o prolongamento da linha para a estação Les Courtilles, que a levou como subtítulo.
Seu nome, derivado da avenida homônima situada na superfície, é uma homenagem ao jornalista Gabriel Péri (1902-1941) que foi membro do comitê central do Partido Comunista e deputado do Sena e Oise. Ele foi fuzilado como um lutador da resistência.
Em 2011, 5 377 830 passageiros entraram nesta estação. Ela viu entrar 5 285 165 passageiros em 2013, o que a coloca na 75a posição das estações de metrô por sua frequência.

## Serviços aos Passageiros

### Acessos
A estação tem três acessos, um levando à avenue Gabriel-Péri abrangendo as comunas de Asnières-sur-Seine e Gennevilliers, o segundo na rue des Bas em Asnières, e o último levando para o terminal de ônibus situado logo acima da estação.

### Plataformas
Gabriel Péri é uma estação com a arquitetura típica das estações de subúrbio dos anos de 1975 a 1985 (como Fort d'Aubervilliers ou Bobigny - Pantin - Raymond Queneau). De configuração padrão com duas plataformas laterais separadas pelas vias do metrô, ela é construída em vala bem próxima da superfície, em forma de "caixa", de acordo com uma arquitetura retangular com teto plano. Como muitas estações de extensão nos subúrbios deste período, Gabriel Péri é decorada em estilo Andreu-Motte de cor laranja. Uma janela saliente em vidro permite fazer entrar a luz do dia na estação. No lado sul, as vias são cobertas por um mezanino que abriga a sala de bilheterias. A plataforma em direção a Les Courtilles possui uma escada rolante de acesso à saída.

### Intermodalidade
A estação, construída sob um terminal de ônibus, é servida pelas linhas 54, 140, 175, 177, 235, 340 e 577 da rede de ônibus da RATP e, à noite, pelas linhas N15 e N51 da rede Noctilien.

Galeria de fotografias
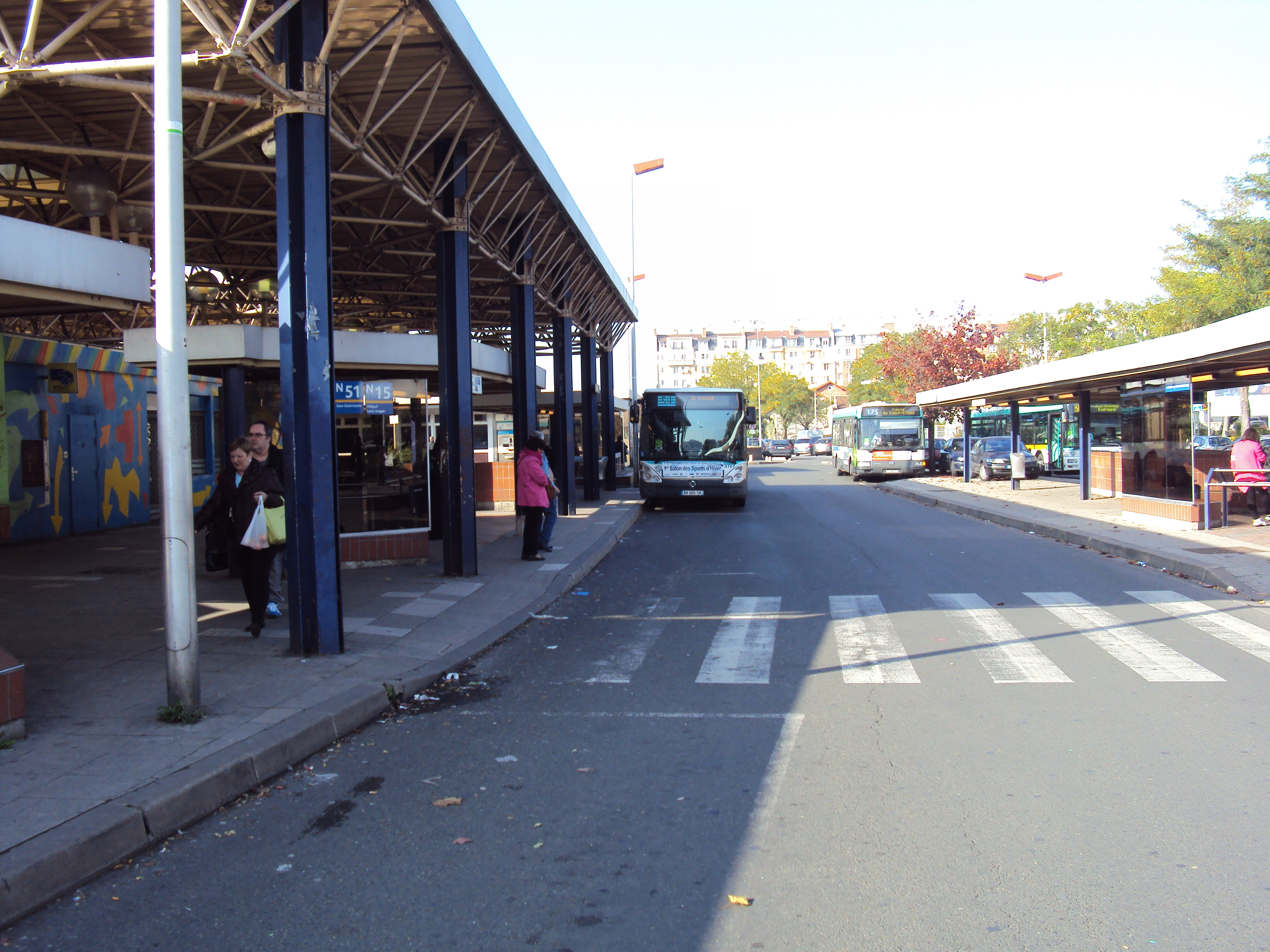
O terminal de ônibus situado acima da estação.
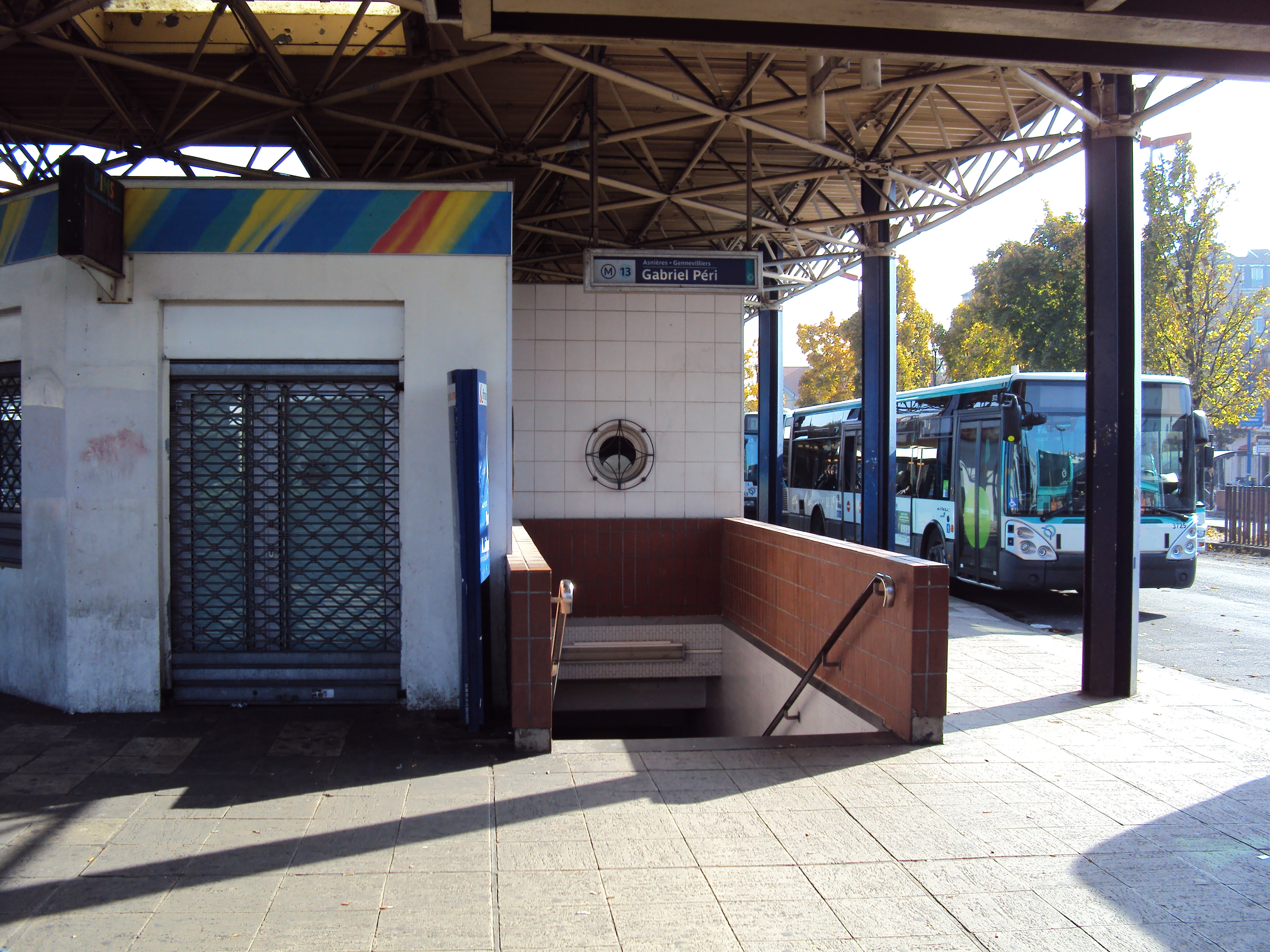
Saída 3 da estação, dando para o terminal de ônibus.
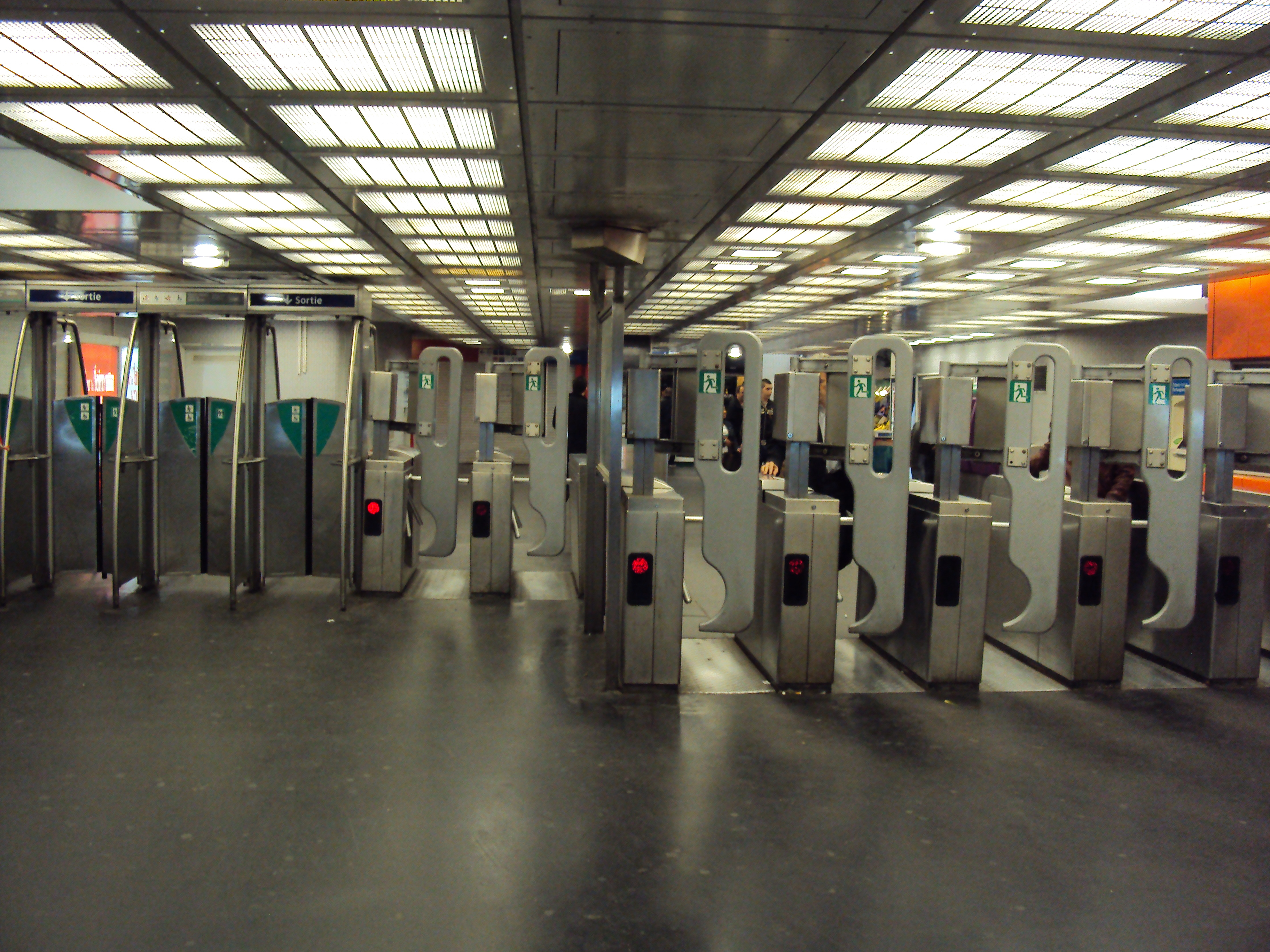
A sala de bilheteria.